# Provincia di Zambales
Zambales è una provincia delle Filippine nella regione di Luzon Centrale.
Il suo capoluogo è la centrale Iba ma il centro più grande è Olongapo, nell'estremo sud-orientale.

## Geografia fisica

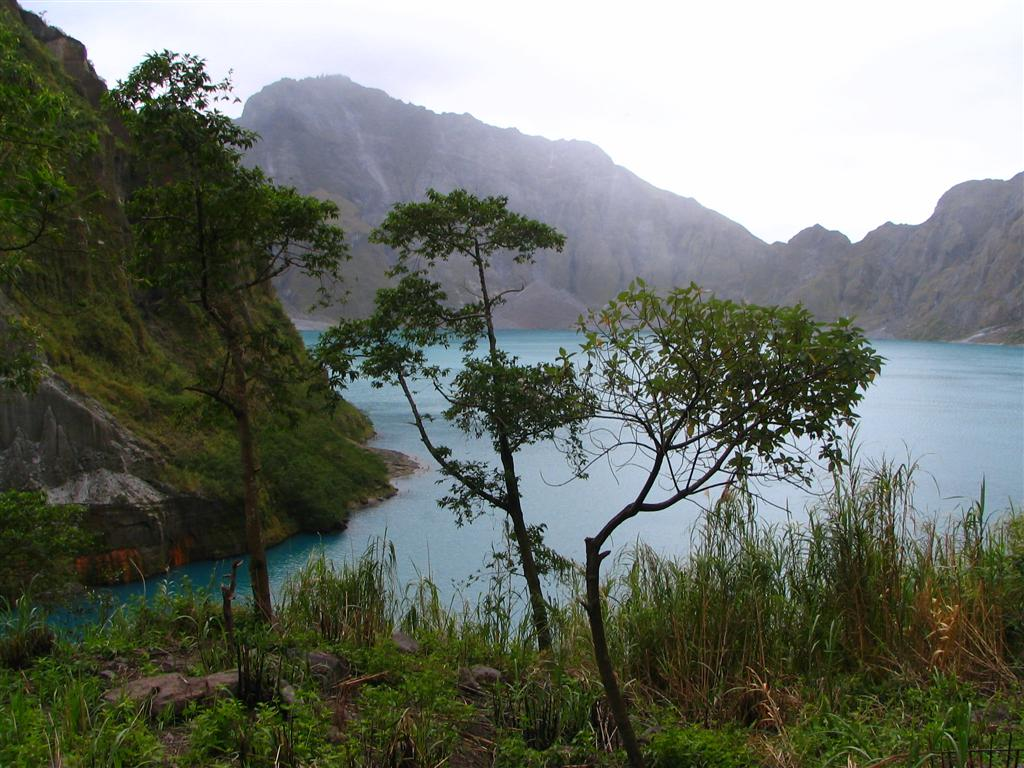
Pinatubo, il lago sulfureo

Zambales è la più occidentale delle province di Luzon Centrale. Si estende in direzione nord-sud tra il Mar Cinese Meridionale e i Monti Zambales occupando tutta l'area che va dal golfo di Lingayen alla baia di Manila, senza però affacciarsi su nessuno dei due. A nord infatti confina con la provincia di Pangasinan e a sud con quella di Bataan. Il restante confine interno, ad est, è diviso con le province di Tarlac e Pampanga.
A sud-est, vicino al confine con le province di Bataan e Pampanga si trova il famoso vulcano Pinatubo, protagonista nel 1991 di un'eruzione che resta tra le più importanti di tutto il XX secolo.

## Geografia antropica

### Suddivisioni amministrative
La provincia di Zambales comprende 1 città indipendente e 13 municipalità.

#### Città
- Olongapo - HUC, città altamente urbanizzata

#### Municipalità
| - Botolan - Cabangan - Candelaria - Castillejos - Iba - Masinloc - Palauig | - San Antonio - San Felipe - San Marcelino - San Narciso - Santa Cruz - Subic |

## Economia
Zambales ha nell'agricoltura (mango), nella pesca e nello sfruttamento delle foreste le sue maggiori risorse. Non vanno trascurate le risorse del sottosuolo (cromite) e il turismo che è in grande sviluppo.
Ci sono inoltre in via di realizzazione grandi piani per uno sviluppo industriale.